# Sprutbetong

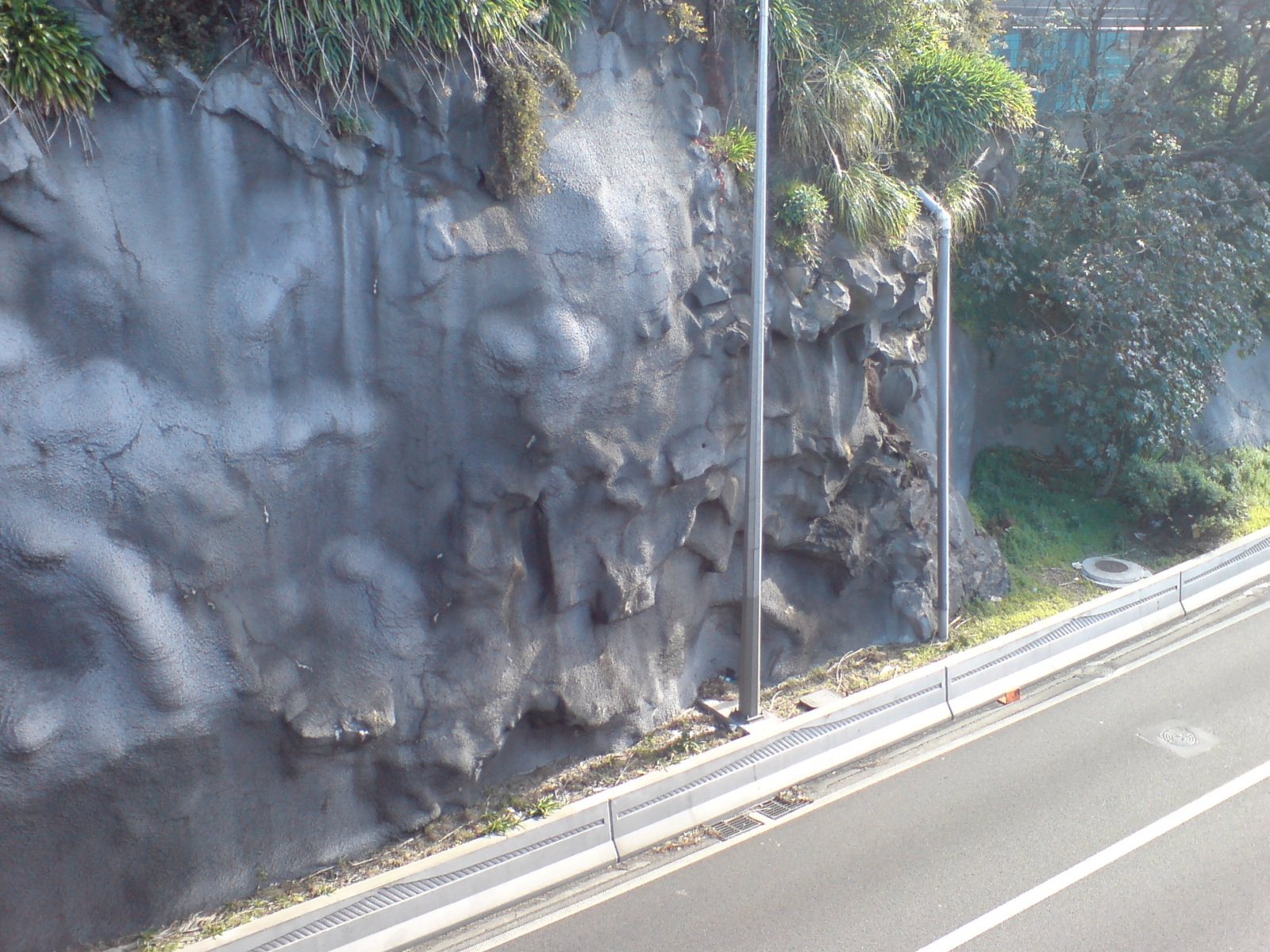
Bergvägg täckt med sprutbetong.

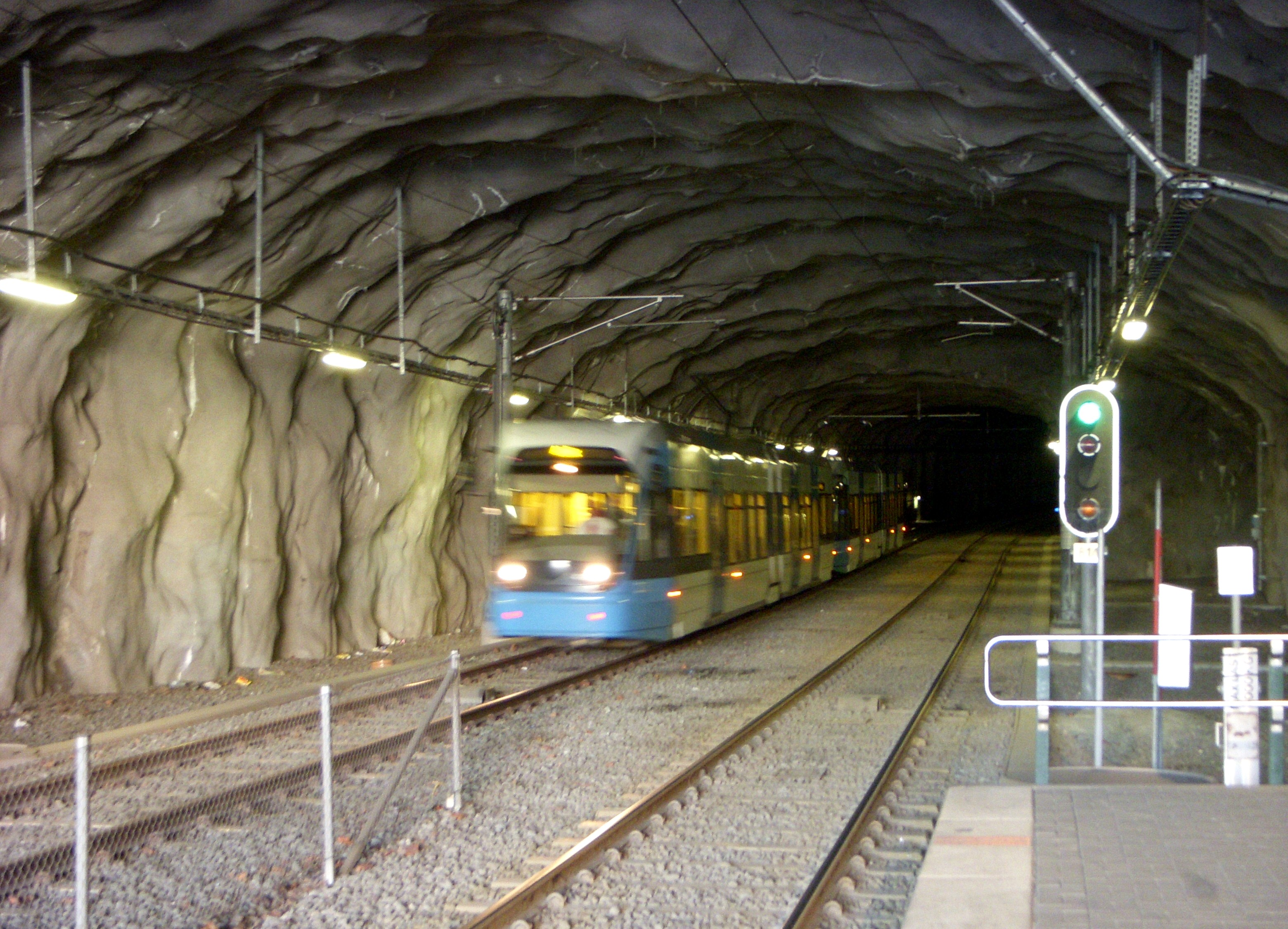
Betongsprutad tunnel vid Årstadal i Stockholm.

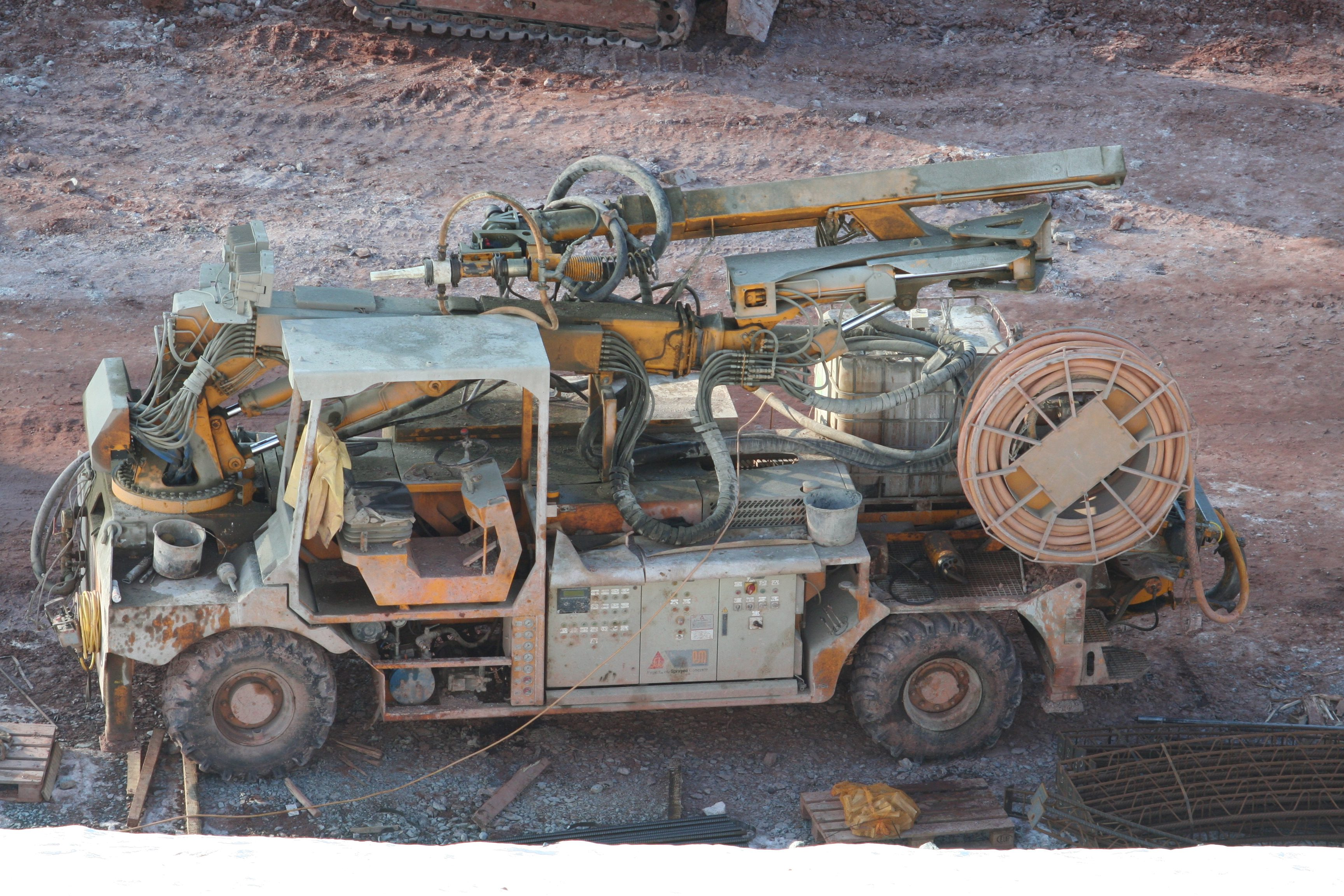
Fordon för betongsprutning.

Sprutbetong är betong som har påförts genom sprutning av betongmassa med hjälp av tryckluft. Sprutbetong används till exempel för att stabilisera berg vid tunnelbyggen och andra bergarbeten, vid reparation av betongkonstruktioner och för grävda pooler.  Det finns två typer av betongsprutning: torrsprutning och våtsprutning. Vid torrsprutning transporteras den torra betongmassan i slang fram till munstycket och vatten tillsätts omedelbart innan betongen sprutas på underlaget. Vid våtsprutning pumpas färdig betongblandning fram till munstycket där ett medel för ökad vidhäftningsförmåga tillsätts innan betongen sprutas på med tryckluft.
Betongen sprutas på i en tjocklek om 30-300 millimeter, beroende bland annat på bergets kvalitet. För att öka betongens hållfasthet kan den armeras, antingen med traditionell armering eller genom att fibrer blandas i sprutbetongen.

### Webbkällor
- ”Betongsprutning”. BESAB. Arkiverad från originalet den 12 augusti 2010. https://web.archive.org/web/20100812072949/http://www.besab.se/Page.asp?PageId=157. Läst 25 april 2010.
- ”Bergförstärkning”. BESAB. Arkiverad från originalet den 12 augusti 2010. https://web.archive.org/web/20100812073013/http://www.besab.se/Page.asp?PageId=170. Läst 25 april 2010.
- ”Sprutbetong”. Weber.se. Arkiverad från originalet den 1 april 2010. https://web.archive.org/web/20100401044013/http://www.maxit.se/2310. Läst 25 april 2010.
- Wikimedia Commons har media som rör Sprutbetong.